# Паволочківська сільська рада
Паволочківська сільська рада — колишня адміністративно-територіальна одиниця та орган місцевого самоврядування у Дзержинському (Романівському) районі Волинської округи, Вінницької та Житомирської областей Української РСР з адміністративним центром у селі Паволочка.

## Населені пункти
Сільській раді на час ліквідації були підпорядковані населені пункти:
- с. Паволочка
- х. Короленків
- х. Степок

## Історія та адміністративний устрій
Створена 27 жовтня 1926 року в с. Паволочка Колодяжненської сільської ради Романівського (згодом — Дзержинський) району Волинської округи. 13 листопада 1928 року до складу ради передано слободу Короленка (згодом — х. Короленків) Булдичівської сільської ради Дзержинського району. На 1 жовтня 1941 року в підпорядкуванні значилися хутори Божанки та Степок.
Станом на 1 вересня 1946 року сільська рада входила до складу Дзержинського району Житомирської області, на обліку в раді перебували с. Паволочка та х. Короленків, х. Степок у довіднику пропущено, х. Божанки не перебував на обліку населених пунктів.
Ліквідована 11 серпня 1954 року, відповідно до указу Президії Верховної ради Української РСР «Про укрупнення сільських рад по Житомирській області», територію та населені пункти ради приєднано до складу Печанівської сільської ради Дзержинського району Житомирської області.